# Coll de la Teixeta
El coll de la Teixeta és un dels passos naturals entre el Baix Camp i el Priorat, situat entre la serra de Puigcerver i la serra de Pradell. Actualment hi passa la carretera N-420 (de Tarragona i Reus a Falset, Móra d'Ebre i Gandesa), i també hi conflueixen les carreteres T-313 (que baixa del coll de la Teixeta fins a Duesaigües i l'Argentera) i la TP-7401 (que mena fins a Porrera). Es troba a una altitud de 546 m i dos-cents metres més cap a l'oest hi ha el coll del Pigat, que ve a ser una extensió del coll de la Teixeta.
Separa el Camp de Tarragona (terme municipal de Duesaigües, al Baix Camp) i el Priorat (terme municipal de Pradell de la Teixeta).